# William Keppel

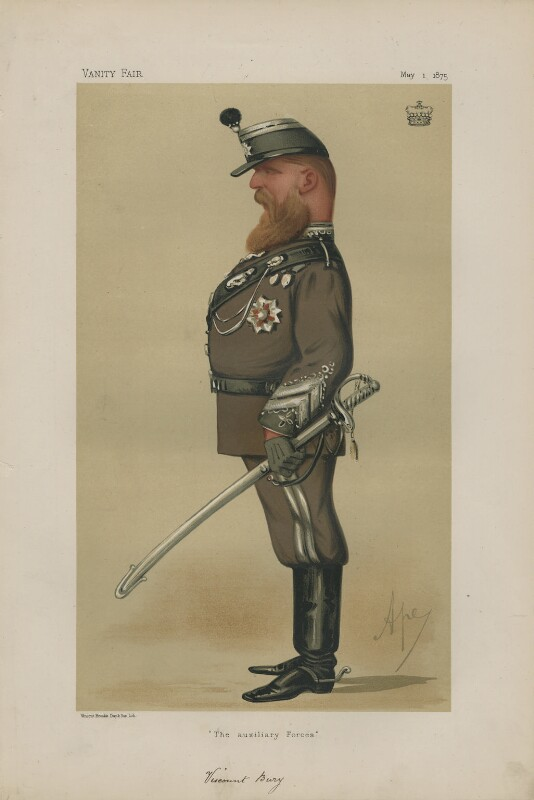
William Keppel por Carlo Pellegrini en 1875.

William Coutts Keppel, séptimo conde de Albemarle KCMG PC (15 de abril de 1832 - 28 de agosto de 1894) fue un militar y político británico, hijo del general George Thomas Keppel, sexto conde de Albemarle y Susan Coutts Trotter. En 1843, se convirtió en alférez y teniente y de 1848 a 1853, fue teniente en la Guardia Escocesa, convirtiéndose en ayudante de campo de Lord Frederick FitzClarence. En 1891, sucedió a su padre y se convirtió en séptimo conde de Albemarle. De 1854 a 1856, Keppel fue Superintendente de Asuntos Indios en Canadá. El 15 de noviembre de 1855, se casó en el castillo de Dundurn en Ontario, Canadá, con Sophia Mary Macnab y se convirtieron en los padres de diez hijos.
Keppel fue miembro del Parlamento de 1857 a 1860 por Norwich y Wick Burghs, y de 1868 a 1874 por Berwick-upon-Tweed. Fue nombrado Consejero Privado en 1859. De 1859 a 1866, fue Tesorero Doméstico de la Reina y el 6 de septiembre de 1876, fue convocado a la Cámara de los Lores. Fue Subsecretario de Guerra de 1878 a 1880, así como entre 1885 y 1886. En 1881, se convirtió en ayudante de campo voluntario de la reina Victoria del Reino Unido.
Keppel escribió una historia de la colonización americana llamada Exodus of the Western Nations (1865), y fue el autor principal del volumen de Ciclismo de la Biblioteca Badminton (1887). Murió a los sesenta y dos años y fue enterrado en Quidenham. George Keppel, su hijo, fue el marido de Alice Keppel, la amante más famosa del rey Eduardo VII del Reino Unido. También es el tatarabuelo de Camila, duquesa de Cornualles y de la celebridad de la televisión del programa Who Wants to be a Millionaire?, Judith Keppel.